# Kerstin Dörhöfer
Kerstin Dörhöfer (Radebeul, 1943) is een Duits architecte, stedenbouwkundige en universitair docente. Ze is een van de grondleggers van feministische stadsplanning, samen met planologe Eva Kail.

## Carrière
Dörhöfer volgde een studie architectuur aan de Technische Universiteit Berlijn en vervolgens aan de Technische Universiteit Wenen. Na haar studies werkte ze enkele jaren in de architectuur- en stedenbouwbranches. Daarna ging ze aan de slag als wetenschappelijk onderzoeksassistente aan de Vrije Universiteit Berlijn en de Technische Universiteit Berlijn, waar ze haar doctoraat voltooide met een proefschrift over sociale woningbouw. Van 1981 tot 1986 doceerde ze stedelijke en regionale ontwikkeling, evenals economie en sociologie, aan de Hogeschool van Aken. Van 1986 tot 2008 was ze hoogleraar aan de Universiteit voor de Kunsten Berlijn, waar ze les gaf in architectuur.
Dörhöfer heeft diverse publicaties op haar naam staan over de geschiedenis en theorie van architectuur, stedenbouw en huisvesting, maar ook over genderverhoudingen en ruimtelijke structuren. Ook is ze een van de grondleggers van feministische stadsplanning.

## Werken (selectie)
- Shopping Malls und neue Einkaufszentren. Urbaner Wandel in Berlin. Reimer, Berlijn (2008)[2]
- Pionierinnen in der Architektur. Eine Baugeschichte der Moderne. Wasmuth, Tübingen (2004)
- (in samenwerking met DAS VERBORGENE MUSEUM e.V.): Die Berliner Architektin Hilde Weström. Bauten 1947-1981. Catalogus, Berlijn (2000)
- (met Ulla Terlinden): Verortungen. Geschlechterverhältnisse und Raumstrukturen. Birkhäuser, Basel/Boston/Berlijn (1998)
- Wohnkultur und Plattenbau. Beispiele aus Berlin und Budapest. Reimer, Berlijn (1994)
- Stadt - Land - Frau. Soziologische Analysen. Feministische Planungsansätze. Kore, Freiburg (1990)
- (met Ulla Terlinden): Verbaute Räume. Auswirkungen von Architektur und Städtebau auf das Leben von Frauen. Pahl-Rugenstein, Keulen (1985) / 2e druk, Pahl-Rugenstein, Keulen (1987)
- Erscheinungen und Determinanten staatlich gelenkter Wohnungsversorgung in der Bundesrepublik Deutschland. Zur Planung und Durchführung des Wohnungsbaus für „die breiten Schichten des Volkes“. Universiteitsbibliotheek van de Technische Universiteit Berlin (1978)